# 大慶 (夏景宗)
大慶（だいけい）は、西夏の景宗の治世で用いられた元号。1036年 - 1038年。

## 西暦・干支との対照表
| 大慶 | 元年   | 2年    | 3年    |
| 西暦 | 1036年 | 1037年 | 1038年 |
| 干支 | 丙子   | 丁丑   | 戊寅   |